# Cantone di Feurs
Il Cantone di Feurs è una divisione amministrativa dell'arrondissement di Montbrison.
A seguito della riforma approvata con decreto del 26 febbraio 2014, che ha avuto attuazione dopo le elezioni dipartimentali del 2015, è passato da 23 a 33 comuni.

## Composizione
I 23 comuni facenti parte prima della riforma del 2014 erano:
- Chambéon
- Civens
- Cleppé
- Cottance
- Épercieux-Saint-Paul
- Essertines-en-Donzy
- Feurs
- Jas
- Marclopt
- Mizérieux
- Montchal
- Nervieux
- Panissières
- Poncins
- Pouilly-lès-Feurs
- Rozier-en-Donzy
- Saint-Barthélemy-Lestra
- Saint-Cyr-les-Vignes
- Saint-Laurent-la-Conche
- Saint-Martin-Lestra
- Salt-en-Donzy
- Salvizinet
- Valeille

Dal 2015 i comuni appartenenti al cantone sono i seguenti 33:
- Chambéon
- Châtelus
- Chazelles-sur-Lyon
- Chevrières
- Civens
- Cleppé
- Cottance
- Épercieux-Saint-Paul
- Essertines-en-Donzy
- Feurs
- La Gimond
- Grammond
- Jas
- Marclopt
- Maringes
- Mizérieux
- Montchal
- Nervieux
- Panissières
- Poncins
- Pouilly-lès-Feurs
- Rozier-en-Donzy
- Saint-Barthélemy-Lestra
- Saint-Cyr-les-Vignes
- Saint-Denis-sur-Coise
- Saint-Laurent-la-Conche
- Saint-Martin-Lestra
- Saint-Médard-en-Forez
- Salt-en-Donzy
- Salvizinet
- Valeille
- Viricelles
- Virigneux